# 福井県道31号篠尾勝山線
福井県道31号篠尾勝山線（ふくいけんどう31ごう しのおかつやません）は、福井県福井市と勝山市を結ぶ県道（主要地方道）である。

## 概要

### 路線データ
- 起点 : 福井県福井市篠尾町（国道158号交点）
- 終点 : 福井県勝山市荒土町伊波（国道416号交点）

## 歴史
- 1993年（平成5年）5月11日 - 建設省から、県道篠尾勝山線が篠尾勝山線として主要地方道に指定される[1]。

## 路線状況

### 重複区間
- 福井県道32号清水美山線（福井市脇三ケ町 - 福井市田尻町）
- 福井県道18号鯖江美山線（福井市安波賀町 - 福井市田尻町）
- 国道158号（福井市市波町  - 福井市田尻町）
- 国道364号（福井市田尻町 - 福井市高田町）

### 未供用区間
- 福井市皿谷町 - 勝山市鹿谷町北西俣

### 冬季通行止区間
- 福井市高田町 - 福井市福島町
- 福井市大久保町 - 福井市獺ヶ口町
- 勝山市鹿谷町北西俣地係内

福井市の2区間は、国道158号や国道364号が主な迂回路となる。

### 道の駅
- 道の駅一乗谷あさくら水の駅（福井市安波賀中島町）

## 地理

### 通過する自治体
- 福井市
- 勝山市

### 交差する道路
- 国道158号・福井県道178号篠尾出作線（福井市篠尾町・天神交差点、起点）
- 福井県道32号清水美山線（福井市脇三ケ町）
- 福井県道18号鯖江美山線（福井市安波賀町）
- 国道158号（福井市市波町）
- 国道158号・国道364号（福井市田尻町）
- 国道364号（福井市高田町）
- 福井県道172号皿谷大野線（福井市皿谷町）

（この間未供用）
- 福井県道240号本郷大野線（勝山市鹿谷町本郷）
- 福井県道260号勝山インター線＜本線＞（勝山市鹿谷町本郷）
- 福井県道260号勝山インター線＜支線＞（勝山市鹿谷町発坂）
- 福井県道168号藤巻下荒井線（勝山市鹿谷町保田・荒鹿橋南詰交差点）
- 国道416号（福井県道17号勝山丸岡線 重複）（勝山市荒土町伊波・北部中学校口交差点、終点）